# Greenville (Missouri)
Greenville és una població dels Estats Units a l'estat de Missouri. Segons el cens del 2000 tenia 451 habitants.

## Demografia
Segons el cens del 2000, Greenville tenia 451 habitants, 190 habitatges, i 113 famílies. La densitat de població era de 259,9 habitants per km².
Dels 190 habitatges en un 28,9% hi vivien nens de menys de 18 anys, en un 47,4% hi vivien parelles casades, en un 10% dones solteres, i en un 40,5% no eren unitats familiars. En el 37,4% dels habitatges hi vivien persones soles el 22,1% de les quals corresponia a persones de 65 anys o més que vivien soles. El nombre mitjà de persones vivint en cada habitatge era de 2,16 i el nombre mitjà de persones que vivien en cada família era de 2,85.
Per edats la població es repartia de la següent manera: un 21,3% tenia menys de 18 anys, un 7,8% entre 18 i 24, un 25,5% entre 25 i 44, un 20,2% de 45 a 60 i un 25,3% 65 anys o més.
L'edat mediana era de 42 anys. Per cada 100 dones de 18 o més anys hi havia 67,5 homes.
La renda mediana per habitatge era de 28.214 $ i la renda mediana per família de 39.375 $. Els homes tenien una renda mediana de 27.500 $ mentre que les dones 17.656 $. La renda per capita de la població era de 16.802 $. Entorn del 13,1% de les famílies i el 14,2% de la població estaven per davall del llindar de pobresa.

## Poblacions més properes
El següent diagrama mostra les poblacions més properes.